# Huis met de hoofden

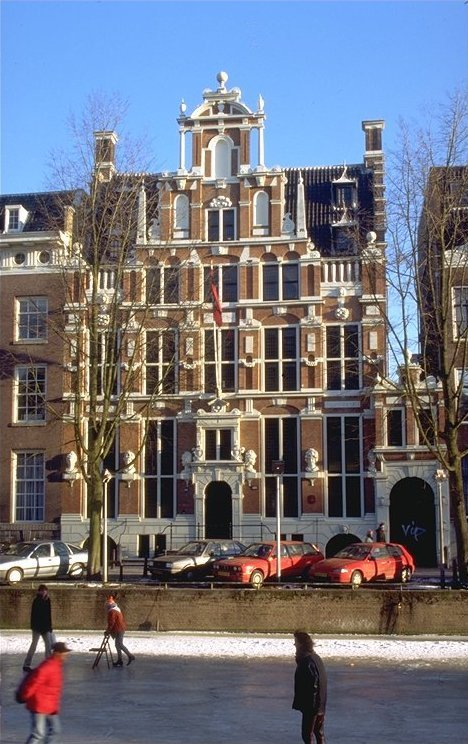
Huis met de Hoofden

Das Huis met de hoofden (deutsch Haus mit den Köpfen) ist ein Bauwerk in der niederländischen Hauptstadt Amsterdam in der Keizersgracht 123. Das Haus gehört zu den Top 100 der niederländischen Kulturdenkmäler.

## Geschichte und Architektur
Das Haus wurde 1622 für den vermögenden Strumpfwarenhändler und Kunstkenner Nicolaas Sohier erbaut. Er hatte zwei besonders breite Grundstücke gekauft und außerdem einen Grundstücksteil von den dahinterliegenden Häusern an der Herengracht erworben, damit der Garten besonders tief angelegt werden konnte. Das Gebäude ist eines von drei erhaltenen Beispielen für ein Haus aus dem frühen 17. Jahrhundert mit einem Nebenhaus (Vorläufer des Doppelhauses). Die beiden anderen sind das Haus De Dolphijn und das Huis Bartolotti.
Der Treppengiebel schließt über ein Querdach an das erste Dach des Hauses (neben dem sich ein zweites paralleles Dach des Seitenhauses befindet) an. Die Renaissance-Fassade wird dem Stadtbaumeister Hendrick de Keyser zugeschrieben, wurde aber wahrscheinlich 1622 von seinem Sohn Pieter de Keyser ausgeführt und vollendet, denn Hendrick de Keyser war 1621 gestorben.
Die Fassade ist reich verziert mit Bändern, Rustikaquadern, Schindeln, Vasen, Obelisken, Löwenmasken, Säulen und einem gebrochenen Segmentgiebel. Bekrönt wird es von einem Giebelstein mit der Jahreszahl 1622. Die Wandgliederungen des Hauptgeschosses bestehen aus breiten dorischen Pilastern, über denen sich doppelte Pilaster befinden. Eine Balustrade auf beiden Seiten des Treppengiebels verdeckt einen Teil des Daches und lässt das Haus höher erscheinen, als es tatsächlich ist (ähnlich wie beim Haus Bartolotti).
Zum Eingang führt eine kleine Doppeltreppe, die noch ihre Baluster aus dem 17. Jahrhundert bewahrt hat. Rechts vom Haus befindet sich ein kleines Tor, hinter dem ein Korridor zu einem Kutschenhaus führte; über diesem Tor wurde ein Raum für den Kutscher eingerichtet.
An der Rückseite hat das Doppelhaus zwei Stufengiebel in herkömmlicher Architektur, von denen der rechte Giebel 1954 rekonstruiert wurde. Der Unterschied zwischen Vorder- und Rückfassade ist auffallend: Die Vorderfassade ist ein reich ausgeführter Stufengiebel von Hendrick de Keysers im Stil der Amsterdamer Renaissance, während die gleichzeitig errichtete Rückfassade, ein doppelter Stufengiebel, im nüchternen Amsterdamer Renaissance-Stil gehalten ist.

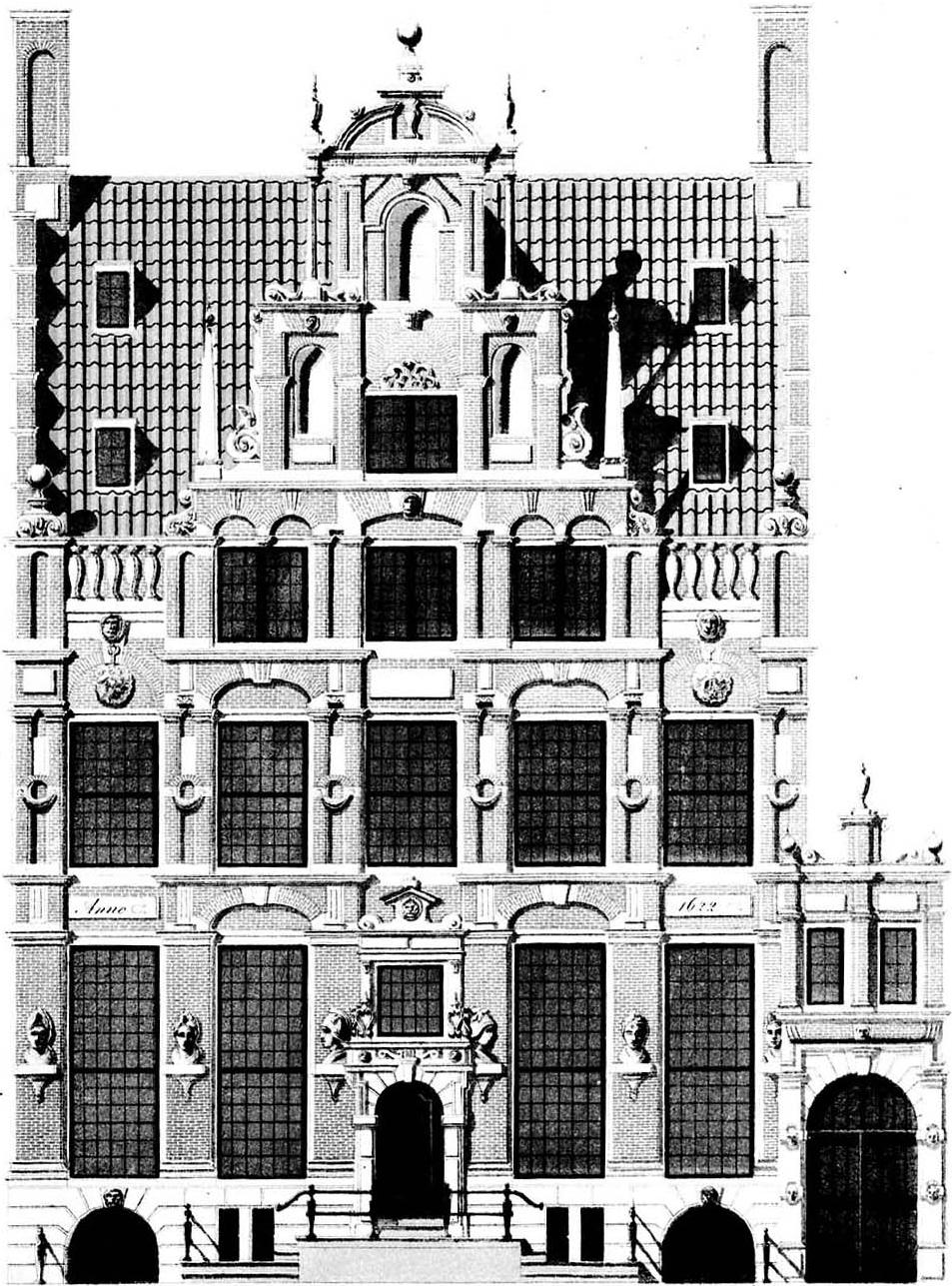
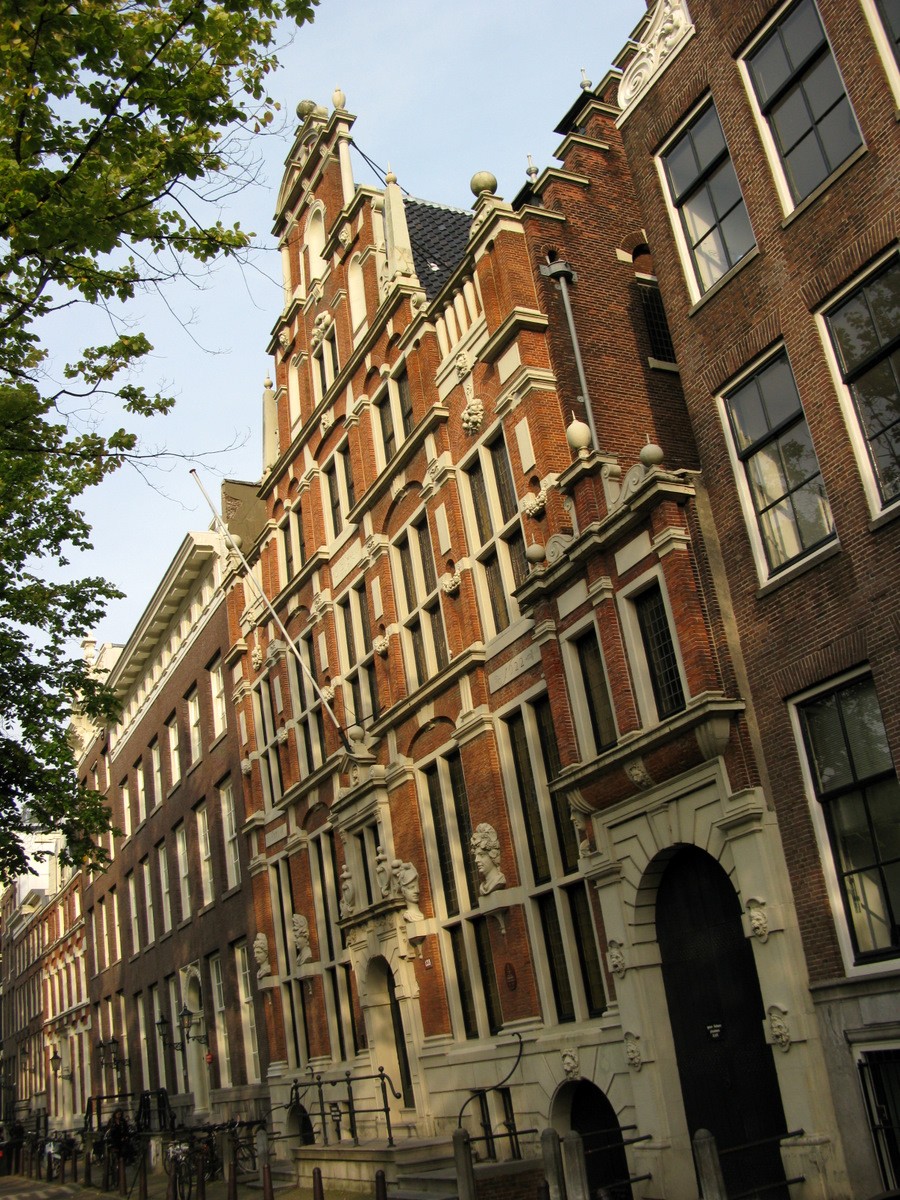
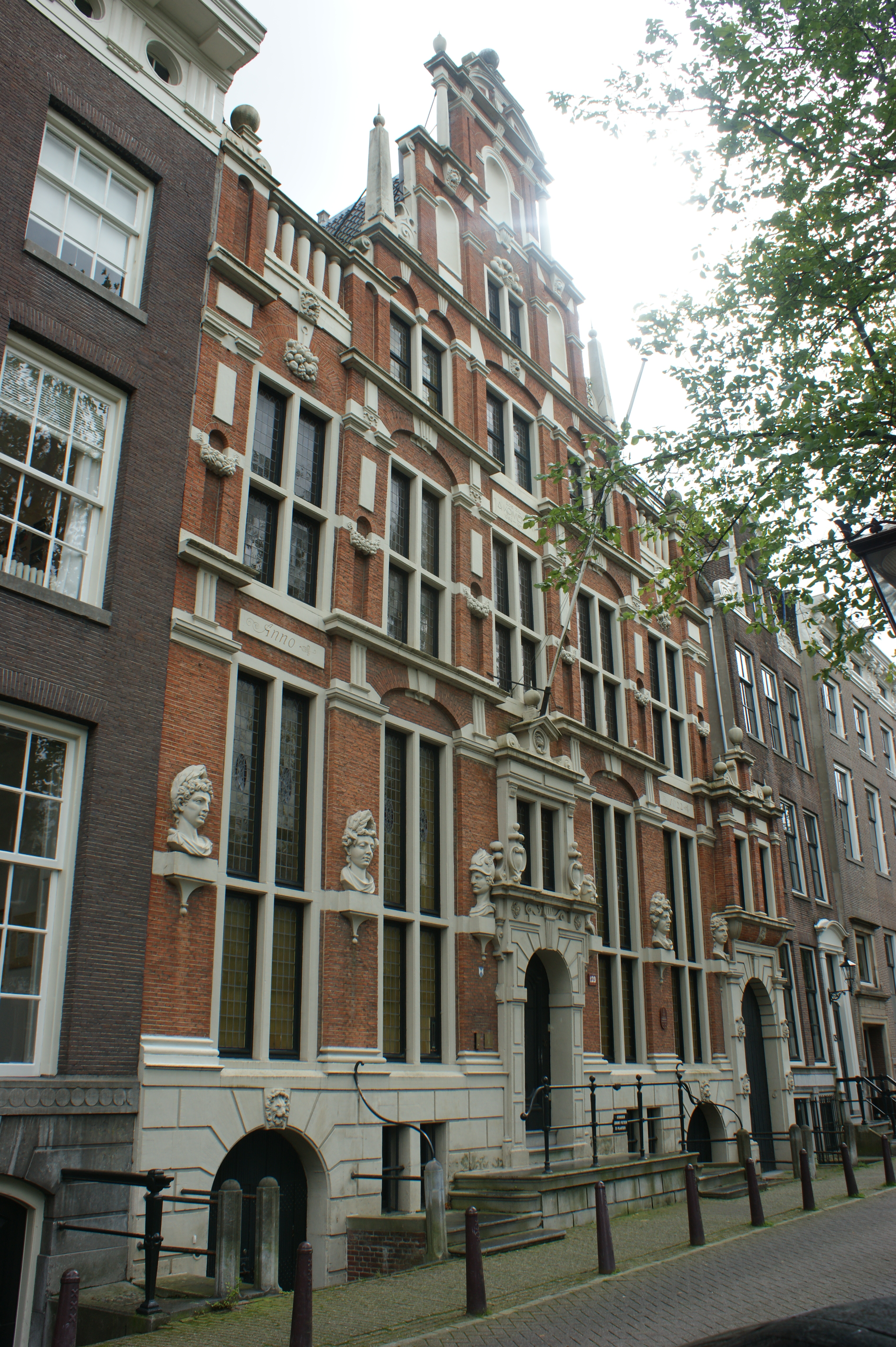
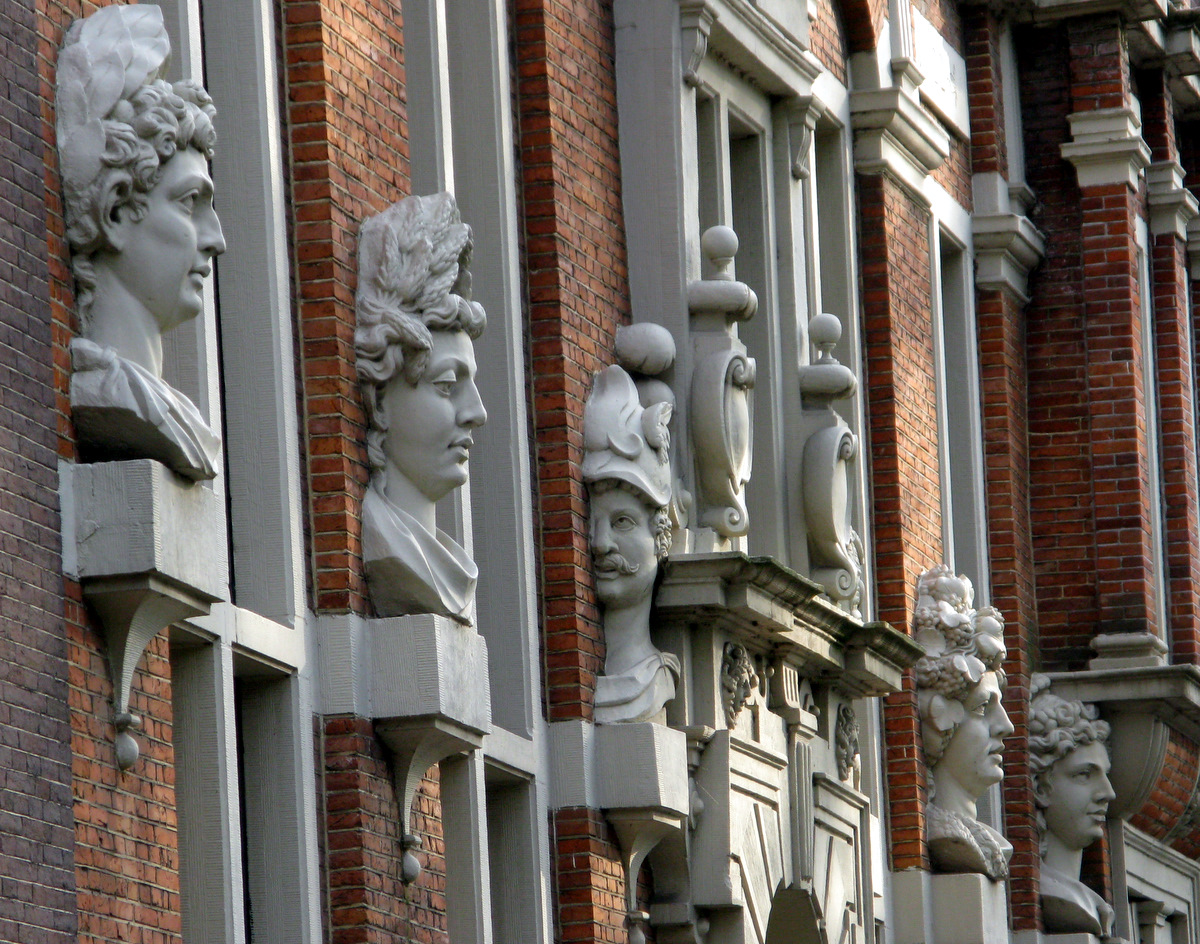

## Bewohner

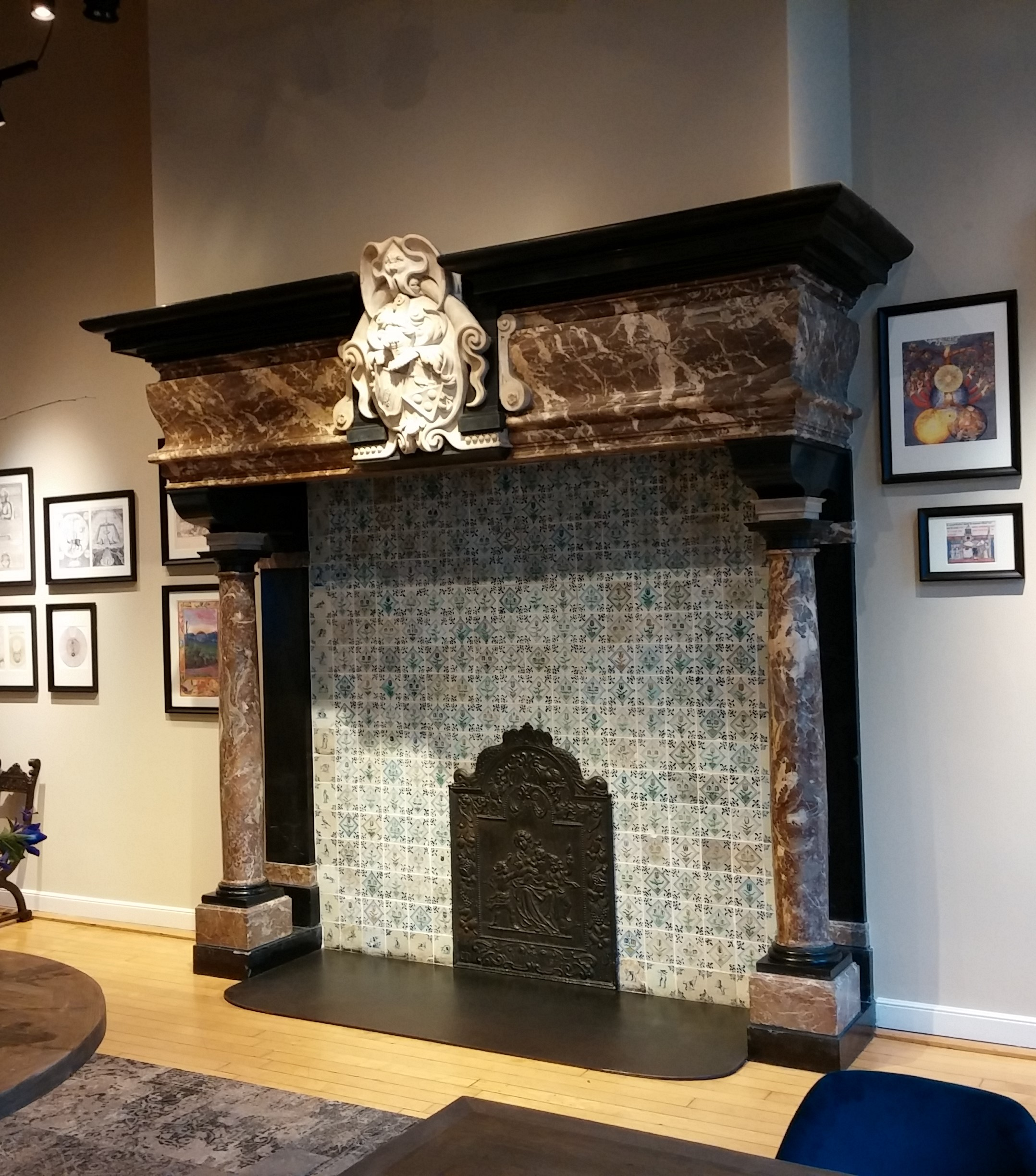
Der große Kamin im Hinterzimmer mit dem Wappen der Familie De Geer

Kurz nachdem Sohier in das Haus eingezogen war, starben seine Frau und seine beiden Töchter. Im Jahr 1634 verkaufte er das Haus an den Waffenhändler Louis de Geer. Er bestimmte in seinem Testament, dass das Haus in der Familie bleiben sollte. Nachdem vier Generationen von De Geer dort gelebt hatten (Laurens de Geer ließ auch Johann Amos Comenius dort wohnen), ging das Anwesen in den Besitz eines schwedischen Cousins zweiten Grades über. Sein Sohn verkaufte das Haus im Jahr 1779.
Im Jahr 1791 zog der Enkel von Diederik van Leyden – ausführlich: Diederik Baron van Leyden van Vlaardingen (1695–1764) – in das Huis met de Hoofden ein, Dieser Enkel wurde auch Diederik van Leyden genannt.
Im Jahr 1811 wurde das Haus vom Kunsthändler De Roos in das Haus übernommen. Nach 1865 beherbergte das Gebäude eine Hochschule und nach 1869 eine Öffentliche Handelsschule.
Nach einer Restaurierung im Jahr 1907 wurde das Gebäude von 1909 bis 1931 vom Amsterdamer Konservatorium genutzt. Danach wurde in dem Haus eine Kürschnerei eingerichtet. Nach einer Restaurierung, bei der Anbauten aus dem Jahr 1870 im Garten abgerissen, die doppelte Rückfassade restauriert und ein originaler Kamin, der damals im Stedelijk Museum aufbewahrt wurde, wieder eingebaut wurde, nutzte ab 1983 das städtische Denkmalpflegebüro dieses Bauwerk.
Am 12. Juli 2005 beschloss der Stadtrat, dass das Amt für Denkmäler und Archäologie in De Bazel, dem ehemaligen Sitz der Nederlandse Handelmaatschappij, einziehen sollte. Dieser Umzug fand 2007 statt.
Ende Februar 2006 wurde bekannt, dass das Huis met de hoofden an den Geschäftsmann und Kunstsammler Joost Ritman verkauft worden war. Heute finden in dem Gebäude Konferenzen, Ausstellungen und andere Kultur- und Bildungsveranstaltungen statt. In den Jahren 2017 und 2018 übertrug Ritman einen Teil der Bibliotheca Philosophica Hermetica (BPH) in Form des Museums Embassy of the Free Mind in das Anwesen. Die Sammlung ist auch in digitaler Form zugänglich und kann über die Website des Museums eingesehen werden. Ein Teil der Sammlung befindet sich in der Königlichen Bibliothek in Den Haag.

## Die sechs Köpfe
Einer Legende zufolge handelt es sich bei den sechs Köpfen um sechs Räuber, die sich in das Haus geschlichen haben und von der Küchenmagd nacheinander mit einem Hackmesser geköpft wurden. Erst vor kurzem wurde festgestellt, dass sechs antike Götter in den Büsten dargestellt sind: Apollon mit Lorbeerkranz (Kunst); Ceres mit reifen Ähren (Landwirtschaft); Merkur mit geflügeltem Helm (Handel); Minerva (Weisheit); Bacchus mit Trauben (Wein) und Diana mit Mondsichel (Jagd). Diese Büsten wurden erst von De Geer hinzugefügt: drei Männer und drei Frauen, alle mit einem Attribut. Die Platzierung von Merkur und Minerva links und rechts des Haupteingangs deutet darauf hin, dass De Geer sich als „mercator sapiens“ sowohl mit dem Handel als auch mit der Weisheit identifizierte.